# St. Nikolaus (Wülzburg)
St. Nikolaus ist die evangelisch-lutherische Schlosskapelle der Hohenzollern-Festung Wülzburg oberhalb der Großen Kreisstadt Weißenburg in Bayern im mittelfränkischen Landkreis Weißenburg-Gunzenhausen. Sie ist Teil der Weißenburger Pfarrgemeinde St. Andreas im Evangelisch-Lutherischen Dekanat Weißenburg. Das Gebäude ist unter der Denkmalnummer D-5-77-177-582 als Baudenkmal in die Bayerische Denkmalliste eingetragen. Patrozinium ist der hl. Nikolaus von Myra. 

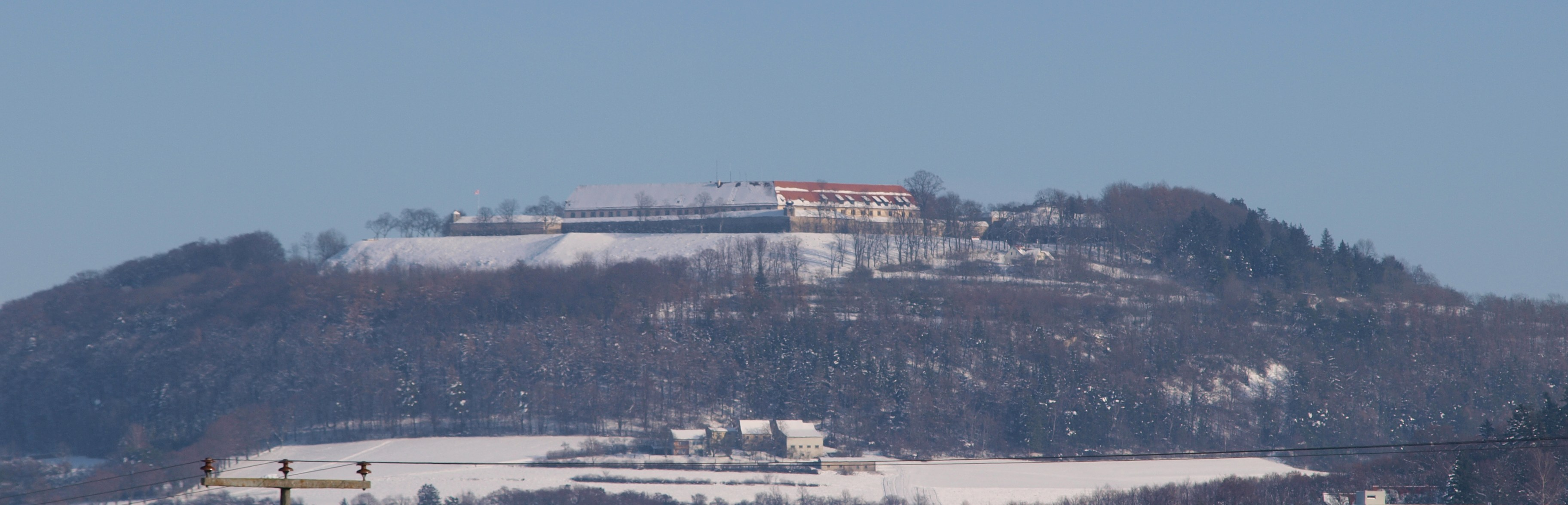
Die Festung Wülzburg liegt auf dem Wülzburger Berg oberhalb von Weißenburg in Bayern in der Frankenalb

## Geschichte
Eine ursprünglich geplante Schlosskirche östlich der Tordurchfahrt wurde nie realisiert. Nach einem Brand 1634 wurde die Kirche bis 1675 und 1738 barockisiert und 1864 umgebaut. Im frühen 19. Jahrhundert wurde die Kapelle von beiden Konfessionen genutzt. Von 1995 bis 1996 erfolgte eine Sanierung des Innenraumes. Mit knapp 20 Mitgliedern hat die Kirche die kleinste Kirchengemeinde des Freistaats Bayern. Es besteht ein gewählter Kirchenvorstand, Gottesdienste findet alle zwei Wochen statt.

## Ausstattung
Die Kapelle, eine Saalkirche mit Renaissance-Portal, befindet sich im Südflügel. Ein Grabstein aus rotem Marmor von Abt Wilhelm († 1449) stammt aus dem durch den Festungsbau verschwundenen Kloster Wülzburg. Der barocke Kanzelaltar vor der westlichen Stirnwand wurde 1738 aufgestellt. An der Ostempore findet sich das Wappen der Ansbacher Markgrafen. Ein Weihwasserstein von 1815 neben dem Eingang weist auf die ehemalige katholische Mitnutzung. Die Kapelle verfügt über eine Orgel aus dem frühen 18. Jahrhundert sowie einen barocken Taufstein. An der Südfassade befindet sich ein Lutherbild von 1732, im hinteren Kanzelbereich befindet sich Vortragekreuz von 1723.